# A Fool's Revenge
A Fool's Revenge é um filme mudo norte-americano de 1909 em curta-metragem, do gênero drama, escrito e dirigido por D. W. Griffith. O filme foi baseado no romance Le roi s’amuse de Victor Hugo.